# Rue Félicien Delincé
La rue Félicien Delincé est une impasse bruxelloise de la commune d'Auderghem qui aboutit sur l'avenue Paul Vanden Thoren dans le quartier Parc des Princes (Auderghem) sur une longueur de 110 mètres. Elle est située à la lisière de la forêt de Soignes, dans la zone appelée jadis Triage du Tambour, dont une drève forestière porte encore le nom. La numérotation des habitations va de 2 à 20.

## Historique et description
La voie a pris sa dénomination actuelle le 18 novembre 1922.
C'est la société immobilière Etrimo qui donna un autre nom à ce quartier : le Parc des Princes.
- Premier permis de bâtir délivré le 19 août 1922 pour la plupart des immeubles construits par un même entrepreneur.

### Origine du nom
La rue porte le nom du soldat au 3e régiment du Génie Félicien Joseph Delincé, né le 23 octobre 1881 à Rotheux-Rimière,  tombé au champ d'honneur d'éclats d'obus le 5 juillet 1915 à Avekapelle lors de la première guerre mondiale. Il était domicilié en la commune d'Auderghem.